# ياسر علي الجابر
ياسر علي الجابر مواليد 1993 في اليمن، هو لاعب كرة قدم يمني يلعب مع نادي أهلي صنعاء كمهاجم.

## المسيرة الاحترافية

### أندية لعب لها
- نادي العروبة اليمني

## روابط خارجية
- ياسر علي الجابر على موقع Soccerway.com (الإنجليزية)